# Little Cayman
Little Cayman je jedan od tri otoka koji čine Kajmansko otočje. Nalazi se u Karipskom moru, oko 100 km sjeveroistočno od East Enda, Grand Cayman i 8 km zapadno od West Enda, Cayman Brac. Little Cayman najmanje je naseljen od tri otoka, s oko 160 (stanje 2021.) stalnih stanovnika, uključujući sezonske stanovnike/vlasnike kuća. Većina stanovništva su radnici iseljenici s Jamajke, Filipina i Hondurasa te iz drugih zemalja Latinske Amerike, kao i iz Kanade, SAD-a, Indije, Australije, Škotske, Engleske i Južne Afrike. Postoji nekoliko lokalnih Kajmanaca za koje se procjenjuje da ih je manje od 20. 
Otok je dug oko 16 km s prosječnom širinom od 1600 m, a veći dio otoka je nerazvijen. Gotovo cijeli otok je u razini mora. Najviša nadmorska visina je oko 14 metara. Kišna sezona, koja se uglavnom sastoji od slabih pljuskova, javlja se od sredine travnja do lipnja i ponovno od sredine rujna do sredine listopada. U ranim jutarnjim satima mjestimice bude kratkotrajne kiše. Najhladniji mjeseci su od kraja studenog do sredine ožujka jer hladne fronte dolaze sa sjevera i temperatura može pasti do 20-25°C. Najtopliji i najsušniji mjeseci su ljeti koji počinju od sredine lipnja do sredine rujna. Ne postoje velike, grabežljive ili otrovne životinje koje predstavljaju prijetnju ljudima.
Unatoč svojoj maloj veličini, na otoku se organizira festival baštine i parade u sklopu Tjedna gusara (studeni) te godišnja izložba LC Agriculture Show (svibanj) koja se također održava na sva tri otoka, ali na različite datume u istom mjesecu.

## Povijest
Prvi spomen Little Caymana, zajedno s Cayman Bracom, zabilježio je Kristofor Kolumbo 10. svibnja 1503., na njegovom četvrtom i posljednjem putovanju, kada su jaki vjetrovi njegov brod skrenuli s kursa. Kolumbo je pronašao dva manja sestrinska otoka (Cayman Brac i Little Cayman) i ta dva otoka je nazvao "Las Tortugas"
Prvo naselje na otoku bilo je u 17. stoljeću kada su lovci na kornjače podigli kampove koji su konvoje gusarskih i vojnih brodova opskrbljivali svježim mesom (kornjače, svinje, koze, perad) i slatkom vodom. Postoje izvori slatke vode koji teku ispod zemlje u kavernoznim venama. Nakon napada španjolskog gusara, ova su naselja napuštena 1671. Otok nije bio naseljen sve do 1833., kada je drugo zabilježeno naselje Blossom Village kojeg je osnovalo nekoliko obitelji, uglavnom s prezimenom Bawden ili Bodden, Scotts, Ryan i Ritch, za kojeg se kaže da je bio dio Cromwellove vojske na Jamajci. Do početka 20. stoljeća nekoliko stotina ljudi (400 odraslih i djece) živjelo je na Little Caymanu i zarađivalo za život od fosfatne rude, kokosovih oraha i morskog konopa napravljenog od kajmanskog nacionalnog stabla Srebrne slame (Coccothrinax jamaicensis) i izvozila ih je. Bilo je i nekoliko škuna koje je gradila obitelj Bodden. Dok su prvo naselje i luka bili na sjevernoj obali u području "Zida krvavog zaljeva" ("Bloody Bay Wall"), Blossom Village je bilo drugo naselje početkom 1800-ih na južnoj strani, na South Hole Soundu, i tu su škola, trgovine, pošta, park i sporedna pješčana cesta danas se nalaze. Nakon uragana 1932. koji je odnio desetke života na Bracu i Little Caymanu, mnoge su se obitelji odlučile preseliti na Cajman Brac. Vode South Hole Sounda također su tada bile puno dublje.

## Turističke atrakcije

### Ronjenje s bocama
Little Cayman je poznat po ronjenju. Najpopularnija područja za ronjenje, Bloody Bay i Jackson's Bight, nalaze se na sjevernoj strani otoka, zapadno od njegove sredine. Dublja mjesta na njegovoj južnoj strani uglavnom se posjećuju u zimskim danima kada je sjeverna strana previše surova. Little Cayman ima mjesta za ronjenje do 6 m.
Bloody Bay je stalno rangiran kao jedno od najboljih mjesta za ronjenje na svijetu. Mnoge ronilačke organizacije tvrde da je pokojni Philippe Cousteau njegov zid proglasio jednim od tri najbolja mjesta za ronjenje na svijetu, iako je ova priča nepouzdana. Na najplićoj točki, pad počinje na dubini od 5.5 m, omogućujući roniocima koji pažljivo planiraju postizanje maksimalne dubine od preko 30 m, ali ipak uživaju u iznimno dugim vremenima ronjenja. Zid je toliko poznat prvenstveno zato što su njegovi dijelovi toliko strmi da su zapravo okomiti, što je rijetkost.
Najvertikalniji dio zida (lokacija "Great Wall West") ovjekovječen je 1999. godine projektom Bloody Bay Wall Mural. Ekipa fotografa pod vodstvom Jima Hellemna fotografirala je dio po dio zida i slike su sastavljene u jednu, vrlo detaljnu sliku cijelog zida. Fotografija je reproducirana u časopisu National Geographic 2001. godine. Godine 2010. fotografi su se vratili na isti dio zida u nastojanju da naprave usporednu sliku koja pokazuje promjene tijekom proteklog desetljeća.
Grebeni Little Caymana su u izuzetno dobrom stanju, s obzirom na to da se radi o mjestu na kojem se redovito roni. Nastanjeni su svin tipičnim karipskim vrstama, od morskih konjica do morskih pasa, uključujući značajnu populaciju zelenih morskih kornjača, južnih kornjača i raža.
Godine 2010. lokalni ronilački operateri pokrenuli su zajednički napor za iskorjenjivanje invazivne, neautohtone ribe Pterois volitans. Za ovu populaciju se čini da je ograničena na područje oko Little Caymana. Srijedom poslijepodne, majstori ronjenja iz raznih odmarališta na Little Caymanu kreću u lov na ribe kako bi uništili ovu vrstu. Otkako je počeo lov, na ronjenjima se primjećuje više sivih karipskih grebenskih morskih pasa (Carcharhinus perezii). Ribe se zatim šalju CCMI-ju na istraživanje i nakon toga daju restoranima da ih ponude kao dnevni specijalitet.

### Booby Pond and Rookery (Little Cayman National Trust)
Prirodni rezervat Little Cayman's Booby Pond podržava najveću populaciju red-footed boobyja na Karibima i proglašen je Ramsarskom močvarom od međunarodnog značaja. Lokacija pokriva 0,82 km2. Zgrada Nacionalne zaklade Kajmanskih otoka na jednom rubu jezera nudi dvije platforme za gledanje s teleskopima, a sama zgrada otvorena je nekoliko sati radnim danom poslijepodne. Sadrži izložbe o flori i fauni Little Caymana kao i suvenire. Ulaz se ne naplaćuje, ali se primaju donacije.

### Kamene iguane i druge životinje
Little Cayman ima jedinu značajnu populaciju (procjenjuje se na 2000) kritično ugrožene iguane Malog Kajmana. Predacija divljih mačaka, zadiranje ljudi u njihova staništa i smrt na cestama smanjili su njihovu populaciju na Cayman Bracu na manje od 100. Stjenovite iguane lako je uočiti na Little Caymanu, a National Trust je u prosincu 2013. predstavio šetnicu koja posjetiteljima omogućuje da vide jedno od njihovih područja gniježđenja. Na Little Caymanu nema plavih iguana samo u istočnim područjima Great Caymana. Postoje znakovi upozorenja na iguane pozivajući vozače uspore i da budu oprezni u određenim područjima gdje se iguane vole sunčati na cesti. Ograničenje brzine na Little Caymanu je 40 km/h.
Little Cayman također je dom kritično ugrožene morske kornjače kljunaste i ugrožene antilske utve (Dendrocygna arborea). Jezero Tarpon, slano jezero u blizini središta otoka, može se pohvaliti neobičnom populacijom tarpona koji nemaju izlaz na more, velike srebrne ribe koja obično živi samo u oceanu.

### Owen Island
"Owen's Island" ili "The Key" mali je otočić kraj jugozapadne obale Little Caymana, otprilike 300 m od najbliže točke na Little Caymanu. Priča se da je četvrti kajmanski otok dobio ime po mornaru po imenu Owen koji je bio na brodu pod nazivom "Sparrow Hawk" koji se nekoliko puta usidrio u blizini i uvijek bi posjetio otočić izjavljujući da je to njegov privatni otok. Na otočiću nema zgrada, domova ili ljudskih stanova, a popularno je jednodnevno putovanje za obitelji, mladence i avanturiste. Na strani koja je najbliža Little Caymanu, ima bijeli plitki pješčani sprud koji je pogodan za djecu, plivanje i ronjenje. Owenov otok je u privatnom vlasništvu i vlasnici dopuštaju javnu upotrebu uz očekivanje poštovanja i održavanja čistoće prilikom posjeta. Da bi posjetili otok Owen, putnici obično prelaze lagunu South Hole Sound malim čamcem (ili vodenim taksijem) iz obližnjeg odmarališta Little Cayman. U mirnijim danima, neki se mogu odlučiti za korištenje kajaka ili daske za veslanje u stojećem položaju (dostupne za iznajmljivanje u nekim odmaralištima), a nekolicina je čak poznata po plivanju/gazinju/ronilanju 300 m od najbliže točke.

### Point of Sand
Little Cayman ima mnogo stjenovitih plaža pogodnih za šetnju ili ulaznih točaka za ronjenje s obale i snorkeling. Ali otok ima samo jednu uistinu lijepu plažu za kupanje s pješčanim prostranstvom, čistim, pješčanim dnom i zaštitnom linijom grebena: Point of Sand. Struje su često vrlo jake, ali najplića područja pogodna su za pažljivo gaženje čak i neplivačima. Point of Sand nalazi se na sjeveroistočnom vrhu Little Caymana i može se pohvaliti jasnim pogledom na zapadni kraj Cayman Braca udaljenog pet milja. Doista, plaža je dovoljno lijepa da privlači posjetitelje s Cayman Braca koji dolaze brodovima. Osobito nedjeljom mnoge lokalne obitelji koriste plažu, koja će radnim danima vjerojatno biti prazna. Plaža ima sklonište sa stolovima za piknik i roštiljem, ali bez ikakvih usluga i vode. Do tamo je potreban minibus, unajmljeni automobil ili skuter; odlučni i fizički spremni mogu doći na biciklu.

### Muzej Little Caymana
Mala zbirka posvećena lokalnoj povijesti otvorena je nekoliko sati, obično radnim danom popodne. Nema ulaznice pa se cijene donacije nakon, a tu je Tanya koja ima veliko znanje o kamenim iguanama, životu ptica i rado će vas educirati i pokazati neke od njihovih jazbina smještenih iza starog muzeja.

### Istraživački centar Little Cayman (Central Caybean Marine Institute)
Ovaj istraživački centar od 600m2 nalazi se na sjevernoj strani Little Caymana i dio je Central Caribbean Marine Institute (CCMI). CCMI je neprofitna organizacija osnovana 1998. kako bi zaštitila budućnost koraljnih grebena kroz istraživanje, očuvanje i obrazovanje. Kontaktirajte tamošnje osoblje kako biste dogovorili vrlo informativan obilazak objekta.

## Pristupačnost i usluge
Do Little Caymana se može doći zračnim putem (preko Cayman Airwaysa ) preko dnevnih međuotočnih letova s Cayman Braca i Grand Caymana. Njegova jedina zračna luka, Edward Bodden Airfield, nalazi se na jugozapadnom dijelu otoka. Little Cayman nije ulazna točka u zemlju; posjetitelji i stanovnici moraju prvo sletjeti na Grand Cayman (međunarodna zračna luka Owen Roberts) ili Cayman Brac (međunarodna zračna luka Charles Kirkconnell) koje su međunarodne zračne luke. Pomorska plovila također moraju pristati u luku s CBC-om (imigracija i carina) bilo na Grand Caymanu ili Cayman Bracu samo ako se planiraju usidriti na bilo kojem od određenih sidrišta na sjevernoj i južnoj obali Little Caymana. Mnogi vezovi su samo za korištenje ronilačkih brodova i maksimalno četiri sata.
Little Cayman ima jednu trgovinu mješovitom robom i željeznom robom, jednu internetsku trgovinu za dostavu namirnica, jednu prodavaonicu alkoholnih pića, jednu banku (HNB radi ponedjeljkom i četvrtkom) 24-satni bankomat s gotovinom u CI$ i US$, tri restorana s punom uslugom i jedan lokalna služba za dostavu hrane, dvije crkve i usluge iznajmljivanja dva automobila, kao i minibus s 11 sjedala s prijevozom/taxi uslugom koja nudi preuzimanje i odvoz do plaža, barova, restorana i zračne luke, kao i kopnene ture i dostava hrane.
Postoje četiri male trgovine suvenirima/odmarališnom odjećom. Opslužuje ga Edward Bodden Airfield, policijske snage od dva čovjeka, vatrogasna ekipa od pet članova s jednim kamionom i spasilačkim čamcem, upravnik pošte s punim radnim vremenom, elektrana kojom upravlja Cayman Brac Power and Light, klinika s osobljem dvije medicinske sestre i jednosobna škola čiji je upis obično jednoznamenkasti. Usluga mobilne telefonije koju nude LIME i Digicel gotovo je u potpunosti eliminirala oslanjanje na fiksne telefone, koje mnogi stanovnici prvenstveno održavaju kako bi im se omogućilo spajanje na Internet, kojem se može pristupiti samo putem ADSL-a. Postoje određena područja na sjeveroistočnoj strani koja nemaju prijem. Voda je sigurna za piće jer sva odmarališta imaju desalinizaciju obrnutom osmozom za piće, kupanje i kuhanje. Za ostale stanove i zgrade koristi se voda iz cisterne ili izvora. Pitke vode za piće ne nedostaje. Postoji tjedna opskrba hranom morem ili zrakom, električna energija (110 V), gorivo (plin 6,05 CI$ i dizel po 6,11 CI$ po carskom galonu ) i propan plin.

Little Cayman Education Services jedini je pružatelj usluga obrazovanja na otoku.

## Vanjske poveznice
|  | Zajednički poslužitelj ima još gradiva o temi Little Cayman |

- Vodič: Little Cayman na Wikivoyageu
- Little Cayman, Cayman Islands Tourism Official  Arhivirana inačica izvorne stranice od 9. veljače 2014. (Wayback Machine)
- CIA World Factbook entry on Grand Cayman (updated May 2, 2006)
- Cayman Islands Government website of Cayman Islands Government